# Донецько-Придніпровський економічний район

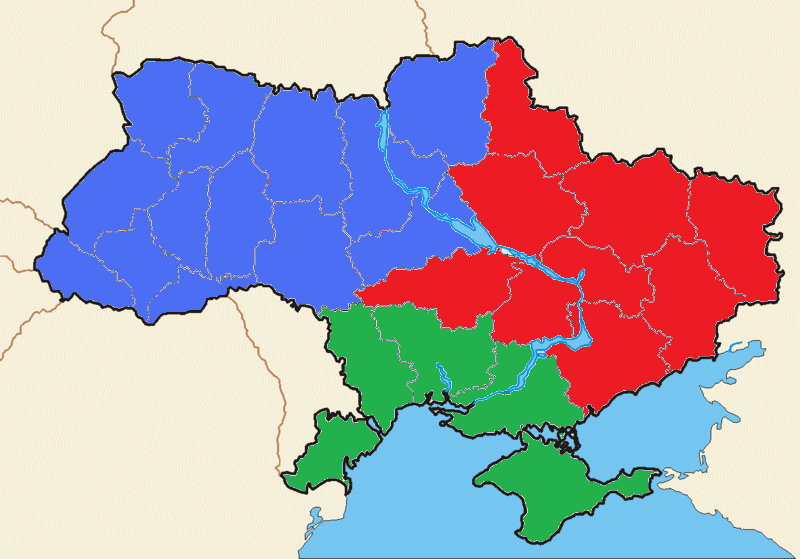
Економічні райони Української РСР. Червоний - Донецько-Придніпровський, синій - Південно-Західний, зелений - Південний

Донецько-Придніпровський економічний район — один з 19 економічних районів СРСР, складався з 8 областей УРСР:
1. Ворошиловградська область (зараз  — Луганська область)
2. Дніпропетровська область
3. Донецька область
4. Запорізька область
5. Кіровоградська область
6. Полтавська область
7. Сумська область
8. Харківська область

Населення  — 21 679 тис. осіб (1987).
Основні галузі спеціалізації: потужний район енергетики, металургії, машинобудування (особливо важкого), хімічної промисловості.
Сільське господарство: виділяються зернове господарство, посіви цукрових буряків та олійних культур, м'ясне тваринництво.